# Жозефіна Лотаринзька
Марія Жозефіна Тереза Лотаринзька (фр. Marie Joséphine Thérèse de Lorraine), (26 серпня 1754 — 8 лютого 1797) — французька принцеса з Лотаринзького дому, донька Луї Шарля Лотаринзького, графа де Брійонна, та принцеси Луїзи де Роган, дружина 5-го князя Кариньяно Віктора Амадея II.
Їй присвячений сонет «La festa silvestre» Джузеппе Паріні.

## Біографія

### Ранні роки
Народилась 26 серпня 1754 року у Версалі. Була другою дитиною та старшою донькою в родині принца Луї Шарля Лотаринзького, графа де Брійонна, та його третьої дружини Луїзи де Роган. Мала братів Шарля Ежена і Жозефа, а також меншу сестру Анну Шарлотту.
Незадовго перед її народженням батько був призначений обершталмейстером Франції, також обіймав посаду губернатора Анжу. Він загинув молодим, коли Жозефіні було шість років. Матір більше не одружувалася.
Принцеса змалку відзначалася допитливістю та різнобічними інтересами. Почавши у дванадцять років читання грецької та римської історії, вона продовжувала його протягом всього життя. Також вивчала давню історію за працями Шарля Роллена та абата Верто. Цікавилася давньою та сучасною філософією та літературою.

### Шлюбне життя
Матір організувала шлюб 14-річної доньки зі старшим сином 4-го князя Кариньяно Людовіка Віктора. Шлюбний контракт був укладений у Парижі 29 липня 1768 року та ратифікований у Турині 14 серпня. Весілля пройшло спочатку за дорученням у Парижі, 18 жовтня, а потім — за особистої присутності пари — 3 листопада в Ульксі. Вінчав уже 15-річну Жозефіну Лотаринзьку та 25-річного Віктора Амадея Савойського єпископ Пінероло Жан Батіст д'Орлі де Сен-Інноченц.
В Турині парі підготували надзвичайно урочисту зустріч. Сам король Сардинії Карл Еммануїл III, який перебував уже в поважних літах, відвідав бал, що давали в палаццо Кариньяно з приводу весілля.

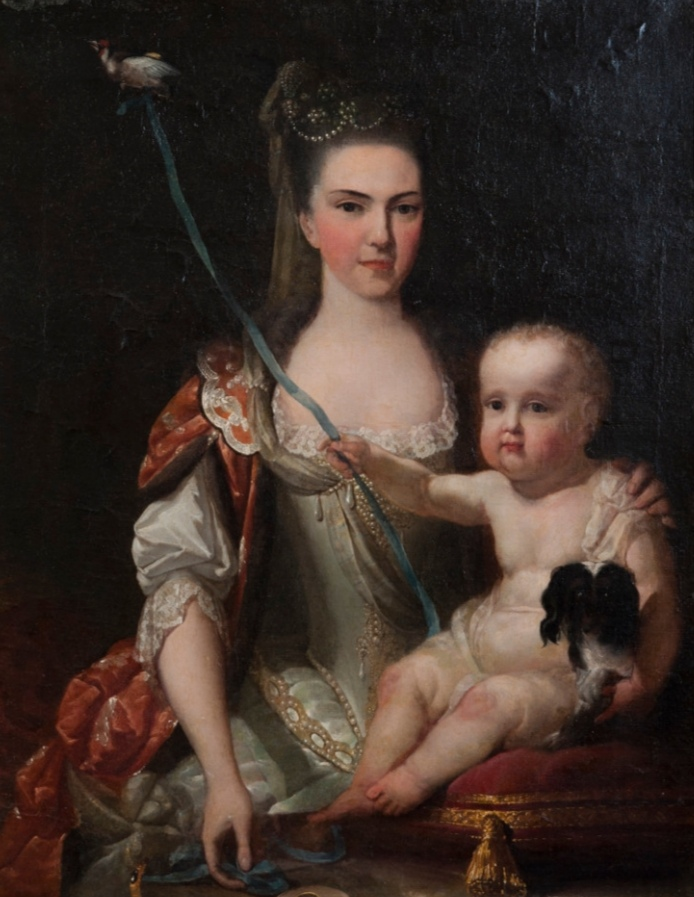
Портрет Жозефіни з сином пензля Джузеппе Дюпра, 1771—1772

За два роки у подружжя народився їхній єдиний син. В Турині Жозефіна вчила італійську мову за допомогою лібретиста Вітторіо Амедео Чінья-Санті. Він відзначав любов принцеси до поезії Петрарки та її здібності до полювання. Знайома була принцеса також із творчістю англійця Едварда Юнґа та театральними роботами Вітторіо Альф'єрі. Листувалася з численними літераторами свого часу. Часто подорожувала Італією, беручи із собою сина. Зустрічалася з письменниками-братами Веррі та публіцистом Чезаре Беккаріа. Ймовірні її зустрічі зі священником-антикваром Паоло Марія Пачауді та видавцем Джамбаттіста Бодоні. Була присутньою на вчених бесідах каноніка-бібліотекаря Анджело Марії Бандіні, під час його візиту до Турину у 1778 році.
Принцеса й сама займалася літературою. Її перу належать кілька творів, у тому числі переклади, історичні новели, романи та філософські роздуми, які вона не публікувала. Один з її коротких романів, «Пригоди Амелії» (фр. «Les aventures d’Amélie»), датований 1771 роком, змальовує побудову утопічного світу на окремому острові, населеному лише жінками з дітьми, на засадах рівності, відсутності приватної власності, справедливого розподілу багатства тощо.
У грудні 1778 року чоловік Жозефіни став 5-м князем Кариньяно. Головною резиденцією родини було палаццо Кариньяно в Турині. Втім, менш ніж за два роки Віктор Амадей раптово помер. Сина княгиня відправила до французької військової школи в Сорезі.

### Решта життя

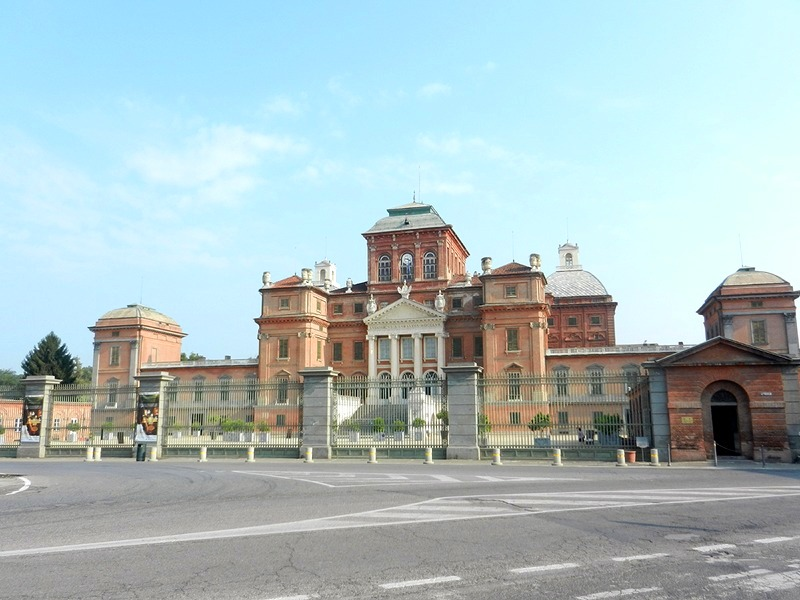
Замок Ракконіджі, 2012

На своїй віллі біля озера Маджоре Жозефіна приймала ломбардських дворян, які часто відвідували ці землі. Серед них був маркіз Антоніо Молінарі. Завдяки йому із принцесою познайомився поет Джузеппе Паріні, який у 1790 році присвятив їй сонет «La festa silvestre». Французький дипломат Луї Дютан у своїх «Мемуарах мандрівника, який відпочиває» називав княгиню «єдиною дамою, у місті та при дворі, яка заслуговує на повагу».
Замок Ракконіджі в однойменному містечку був улюбленою резиденцією Жозефіни. За її вказівкою, частина парку була перетворена на англійський сад у дусі того часу. В Ракконіджі княгиня давала прийоми, влаштовувала бесіди, а також приймала делегації дипломатів і офіцерів. Так, у 1793 році її навідав британець Генрі Фіппс, що перебував у королівстві з дипломатичною місією, Шарль Леклерк у 1796 році доставив кілька адресованих їй листів.
Померла Жозефіна у палаццо Кариньяно 8 лютого 1797 року від хвороби нирок. Була похована у Туринському соборі. У 1816 році її перепоховали у залі королев у базиліці Суперга поруч із чоловіком.
Зі кілька місяців після її смерті Карл Еммануїл одружився з обраною нею нареченою, Марією Крістіною Саксонською. Їхній син Карл Альберт у 1831 році зійшов на трон Сардинського королівства. Правнук Жозефіни, Віктор Емануїл II, у 1861 році став першим королем об'єднаної Італії.

## Титули
- 26 серпня 1753—18 жовтня 1768 — Її Високість Принцеса Жозефіна Лотаринзька;
- 18 жовтня 1768—16 грудня 1778 — Її Високість Принцеса Савойська;
- 16 грудня 1778—8 лютого 1797 — Її Високість Княгиня Кариньяно.

## Родина
Чоловік —  Віктор Амадей Савойський
Діти:
- Карл Еммануїл (1770—1800) — 6-й князь Кариньяно у 1780—1800 роках, був одружений із саксонською принцесою Марією Крістіною, мав сина та доньку.